# 김지후
김지후(1992년 1월 20일~ )은 대한민국의 농구선수이다

## 전주 KCC 이지스시절
2013-2014 신인드래프트에서 1라운드 4순위로 전주 KCC 이지스에 지명되었다.

## 상무 농구단시절
2017-2018시즌이 끝난 후 상무 농구단에 지원하여 합격하였다. 입대일은 2018년 5월 14일이며, 전역예정일은 2020년 2월 13일이다.

## 학력
- 서울청덕초등학교
- 홍익대학교 사범대학 부속중학교
- 홍익대학교 사범대학 부속고등학교
- 고려대학교